# خنجر اوسركاف
خنجر اوسركاف، (بالإنجليزية: Userkare Khendjer)‏، هو الفرعون الخامس في الأسرة المصرية الثالثة عشر في عهد الدولة الفرعونية الوسطى. في الفترة الانتقالية الثانية (1782–1550 ق.م).

## مدة الحكم
من ملاحظات الإدارة على أحجار هرمه الذي لم يكتمل، فقد أرخ كيم رايهولت له مدة حكم حوالي أربع سنوات وثلاثة أشهر وخمس أيام.